# Microterys hesperidum
Microterys hesperidum är en stekelart som beskrevs av Trjapitzin och Khlopunov 1976. Microterys hesperidum ingår i släktet Microterys och familjen sköldlussteklar.
Artens utbredningsområde är Vietnam. Inga underarter finns listade i Catalogue of Life.